# Donnie
Donnie ist ein männlicher Vorname und ist die Kurzform von Donald. Eine Variante ist Donny.

## Namensträger

### Donnie
- Donnie Allison (* 1939), ehemaliger US-amerikanischer Rennfahrer
- Donnie Bowshier (1937–2002), US-amerikanischer Countrymusiker
- Donnie Brooks (1936–2007), US-amerikanischer Rock-’n’-Roll-Sänger
- Donnie Burns (* 1959), britischer Turniertänzer
- Donnie Fritts (1942–2019), US-amerikanischer Countrymusiker und Songwriter
- Donnie Jones (* 1980), US-amerikanischer Footballspieler
- Donnie Keshawarz (* 1969), kanadisch-amerikanischer Theater-, Film- und TV-Schauspieler
- Donnie Munro (* 1953), schottischer Folk- und Rockmusiker
- Donnie Nelson (* 1962), US-amerikanischer Basketballtrainer
- Donnie Nietes (* 1982), philippinischer Boxer
- Donnie O’Sullivan (* 1984), im deutschen Sprachraum tätiger irischer Moderator, Fernsehautor, Musikproduzent …
- Donnie Van Zant (* 1952), US-amerikanischer Rock- und Countrysänger
- Donnie Wahlberg (* 1969), US-amerikanischer Sänger
- Donnie Walsh (* 1941), US-amerikanischer Basketballtrainer und Generalmanager
- Donnie Yen (* 1963), chinesischer Schauspieler, Regisseur und Kampfkünstler

### Donny
- Donny van de Beek (* 1997), niederländischer Fußballspieler
- Donny Crevels (* 1974), niederländischer Autorennfahrer
- Donny Elwood (* 1968), kamerunischer Chansonnier
- Donny Hathaway (1945–1979 in New York), US-amerikanischer Soulsänger und Songschreiber
- Donny Lia (* 1980), US-amerikanischer Rennfahrer
- Donny McCaslin (* 1966), US-amerikanischer Jazz-Saxophonist
- Donny Montell (* 1987), litauischer Popsänger
- Donny Osmond (* 1957), US-amerikanischer Sänger, Moderator, Musikproduzent, Songwriter und Schauspieler
- Donny George Youkhanna (1950–2011), irakischer Prähistorischer Archäologe, Anthropologe, Museumsleiter und Wissenschaftsorganisator

## Sonstiges
Folgende Film- und Buchtitel beinhalten den Namen: 
- Donnie Brasco, ein Gangsterfilm aus dem Jahre 1997
- Donnie Darko, ein Science-Fiction-Film aus dem Jahre 2001
- Donnie, ein Roman von Sherko Fatah aus dem Jahr 2002